# Пета одринска дружина
Пета одринска дружина е военна част от Македоно-одринското опълчение. Формирана е на 2 октомври 1912 година под ръководството на фелдфебел Радул Канели. В състава ѝ влизат македоно-одринските доброволци от Одринското, Разложкото, част от Горноджумайското и Петричкото братство. Дружината е разформирана на 20 септември 1913 година.

## Команден състав
- Командир на дружината: Капитан Сотир Атанасов
- Адютант: Трайко Миладинов
- 1-ва рота: Подпоручик Христо Трайков
- 2-ра рота: Офицерски кандидат Стоян Илиев
- 3-та рота: Офицерски кандидат Петър Ангелов
- 4-та рота: Подпоручик Стоян Пенчев
- Младши офицери: Подпоручик Ради Овчаров
- Нестроева рота: Иван Захариев
- Завеждащ прехраната: Никола Влахов
- Ковчежник: Никола Дараданов[1]

## Известни доброволци
- Александър Гологанов
- Александър Мутафов
- Георги Божков
- Георги Влахов
- Георги Радев
- Георги Тенев
- Димко Богов
- Йордан Мешков
- Мите Опилски
- Панайот Костов
- Петър Ангелов
- Радой Гърнев
- Радул Канели†
- Реймънд Фишер
- Стефан Боздуганов
- Стамат Неделчев
- Стоян Лазов